# Солець (Вольштинський повіт)
Солець (пол. Solec) — село в Польщі, у гміні Пшемент Вольштинського повіту Великопольського воєводства.
Населення — 666 осіб (2011).
У 1975-1998 роках село належало до Лешненського воєводства.

## Демографія
Демографічна структура станом на 31 березня 2011 року:
|          | Загалом | Допрацездатний вік | Працездатний вік | Постпрацездатний вік |
| -------- | ------- | ------------------ | ---------------- | -------------------- |
| Чоловіки | 316     | 79                 | 218              | 19                   |
| Жінки    | 350     | 79                 | 218              | 53                   |
| Разом    | 666     | 158                | 436              | 72                   |